# Boharo

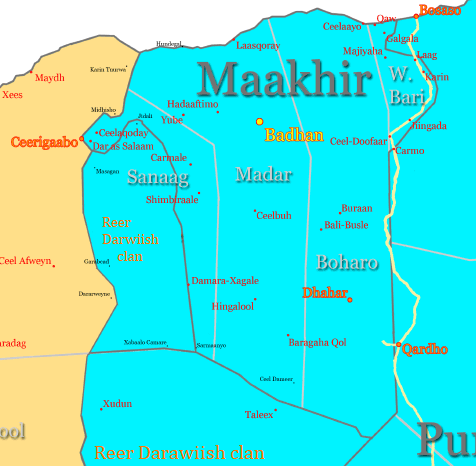
Mapa de Maakhir com a região de Boharo a leste

Boharo (antiga Heylaan) é uma região do auto-declarado estado autônomo de Maakhir. A região foi desmembrada da antiga região somali de Sanaag. A capital de Boharo é a cidade de Dhahar, a segunda maior cidade de Maakhir após Badhan. Boharo é banhada ao norte pelo Golfo de Aden e faz divisa com a região de Madar a oeste, região de Bari Ocidental a nordeste, Puntlândia a leste e Sool, região da Somalilândia em disputa com Puntlândia, ao sul.
O governador de Boharo é Abdirizak Osman Adan e seu deputado é Ahmed Hasan.

## Distritos
- Dhahar - Capital regional
- Ceelaayo
- Bali-Busle
- Baragaha Qol
- Buraan